# Xenungulata
Xenungulata é uma ordem extinta de mamíferos ungulados do clado Meridiungulata. Ocorreu na América do Sul do Paleoceno Inferior ao Eoceno Inferior, com registros fósseis na Argentina, Brasil, Colômbia e Peru.